# 珉豪
崔珉豪（羅馬化：Choi Min-ho；1991年12月9日 - ），藝名珉豪（羅馬化：Minho），韓國歌手、饒舌歌手、演員及主持人，為男子歌唱團體SHINee的成員，於隊內擔任「門面」、「主饒舌和副唱」。2019年自願申請加入韓國海軍陸戰隊，3月21日公佈合格，並於2019年4月15日正式入伍，退伍時間為2020年11月15日，成為SHINee第三位服兵役的團員。
因為品行端正、為人有禮以及個性單純的緣故，他深受眾多前輩喜愛，因此在韓國演藝圈中有「哥哥收集家」的美名，包括張東健、宋仲基等人。

## 個人經歷

### 早期生涯
1991年12月9日出生於仁川廣域市延壽區松島洞，本貫慶州崔氏，父親為足球教練崔允謙，除父母外，還有一兄崔珉錫(為首爾大學的花美男)。
他中學時期就讀延壽高等學校，後轉學至建大附中。2006年被SM Entertainment之星探於街頭挖掘後成為旗下練習生，並曾在2006年、2007年赴中國北京語言訓練，經過兩年的密集訓練於2008年5月25日以SHINee成員出道。

### 學歷
延成小學、延成中學、延壽高中→建大附中、2010年通過高考入讀建國大學藝術系電影藝術專業，2015年畢業。現就讀於建國大學電影演技實績碩士班第1期，就讀的電影演技實績碩士班是韓國第一個電影演技碩士課程，最引人注意的是教授和學生一對一授課，以提高學生的演技。

## 演藝生涯

### 2008：出道初期
2008年5月25日以SHINee組合成員出道，擔任隊內門面擔當及主Rapper一職。出道前就曾在設計師何尚白的時裝秀中登場，並成為知名設計師安德烈金最年輕的主秀模特兒。出道初期沉默寡言，偶爾還會閃躲正對自己的鏡頭。

### 2009－2010：韓國最棒的體育idol
2009年參與了師姐少女時代《Gee》的MV拍攝，並出演了試播的KBS2《出發吧！夢之隊2》，當集末他出演的片段成為整集收視的最高峰，在節目固定播出後他成為固定班底，並以「夢之隊ACE」及勝負欲聞名，亦曾經在偶像明星運動會中史無前例地拿下三冠王（跨欄、跳高、游泳），被譽為「韓國最棒的體育偶像」。2010年從建國大學附屬高中畢業並獲得功勞獎，在忙碌的行程中依然通過高考入讀建國大學藝術系電影藝術專業。該年除了以組合的作品《LUCIFER》活躍於歌壇之外，出演了《Star King》及《百分滿分》、成為了《Show! 音樂中心》的固定MC，並以獨幕劇《鋼琴師》首次挑戰演技活動。多面向的活躍，使珉豪無論在韓國國內還是海外都擁有相當高的人氣和關注度，在年底的SBS演藝大賞也拿到了綜藝的新星賞。

### 2011－2012：海外活動與演技嘗試
2011年6月22日，所屬組合SHINee以2008年出道歌曲《Replay》的日語版本《Replay -君は僕のeverything-》進軍日本歌壇，同年亦展開亞洲巡演「SHINee WORLD」，將發展中心部分轉移到了日本及海外。同年7月9日從《Show! 音樂中心》下車。2012年，出演了情景劇《蠑螈道士和影子操作團》的男主角珉赫，飾演一個天才駭客。同年，首次出演迷你連續劇，在SBS水木劇《致美麗的你》飾演男主角姜泰俊，在劇中有多次跳高場景均由本人親自呈現，展現了演技的可能及潛力。此劇在中國、日本等海外地區都擁有不俗人氣。同年年底，憑藉此劇獲得SBS演技大賞新星獎。

### 2013－2014：多面向的轉型之路
2013年，在組合同時發行正規三輯、迷你五輯並進行日本巡演，行程密集忙碌之時，珉豪依舊有相當多元的發展。先是於4月7日與4月20日起分別擔任KBS2《媽媽咪呀》及MBC《Show! 音樂中心》的主持工作，《音樂中心》PD金明振（김명진）曾向媒體透露視珉豪為「《音樂中心》的門面」，因此在接著兩年的時間，歷經主持班底更迭、珉豪海內外的行程忙碌，仍將珉豪留在主持崗位上。於是，珉豪成為歷代《音中》主持時間最長的主持人。
後出演跳水節目《Star Diving Show Splash》，並在迷你五輯和日巡期間出演MBC水木劇《Medical Top Team》的第三男主角金盛宇。憑藉此劇溫暖開朗的金盛宇醫生一角，在日程緊湊且醫學名詞繁多的情況下，很好的消化了角色，以炙熱扎實且無比真摯的演技受到好評，展現了演技上的飛躍，為擺脫自己偶像的框架踏出了第一步。2014年專注組合巡演活動，舉行了第一次的世界巡迴，除亞洲各站外，首次前往中南美洲進行萬人巡迴。其組合SHINee同時在日本舉行三十場的Tour和Arena巡迴。珉豪在此年出演了《我們小區藝體能》，再次以優秀的球技遭到矚目。

### 2015—，演技活動的全面開展
2015年3月14、15日，所屬團體SHINee首次登上日本代表場館東京巨蛋的舞台，舉行了合計兩天共動員十萬餘人的演唱會。
2015年4月珉豪確認出演電影《季春奶奶》，為大銀幕出道作品，告別一年半的演技空白期。電影於2016年5月19日上映，珉豪在片中飾演女主角惠智（金高恩 飾）的童年好友，並與前輩尹汝貞同台飆戲。
在團體第四張正規專輯《Odd》活動大獲成功之際，同年8月，Onstyle開台電視劇《因為是第一次》首播。珉豪在其中飾演迷惘但開朗真誠，家境良好的男主角尹泰吳，與《需要浪漫》系列的編導合作，演繹苦澀但美好的青春戀曲。這是他時隔三年再度擔綱連續劇男主角，真實、不造作的自然演技深受肯定。該劇已在日本播出，並引進中國視頻網站。9月，確認出演電影《宮合》，首次挑戰古裝，飾演李昇基的失明弟弟。
2016年1月，珉豪確認出演獨立電影《兩個男人》，與實力演員馬東錫合作，飾演逃家的不良少年辰逸。這是珉豪首部主演的電影，並在片中挑戰動作戲。本部電影在同年釜山國際電影節中首映，為票券銷售最快的電影，珉豪並以此電影首次出席釜山電影節。2016年2月，確認主演KBS212月中韓同步播出的《花郎》，飾演真骨品階，充滿領袖魅力的花郎領袖金秀浩。
2021年，客串《柔美的細胞小將》，飾演暖男後輩宇基。
2022年11月，繼客串《柔美的細胞小將》後，轉身投入Netflix《閃耀國度》拍攝，飾演自由接案寫手「池禹旻」。
— 所屬團體之共同歷史，請參閱 SHINee。

## 影視作品

### 電視劇
| 年份   | 電視台     | 劇名                 | 角色   | 性質     |
| 2010年 | KBS        | 鋼琴師               | OZERO  | 主演     |
| 2012年 | SBS        | 蠑螈道士和影子操作團 | 珉赫   | 主演     |
| 2012年 | SBS        | 致美麗的你           | 姜泰俊 | 主演     |
| 2013年 | MBC        | Medical Top Team     | 金盛宇 | 主演     |
| 2015年 | OnStyle    | 因為是第一次         | 尹泰悟 | 主演     |
| 2016年 | tvN        | 獨酒男女             | 珉豪   | 客串     |
| 2016年 | KBS        | 花郎                 | 金守護 | 主演     |
| 2017年 | JTBC       | 不知不覺18           | 吳京輝 | 主演     |
| 2017年 | tvN        | 世上最美麗的離別     | 鄭正秀 | 主演     |
| 2020年 | KakaoTV    | 愛在大都會           | 吳東植 | 特別出演 |
| 2021年 | TVING、tvN | 柔美的細胞小將       | 蔡宇基 | 特別出演 |
| 2022年 | Netflix    | 閃耀國度             | 池禹旻 | 主演     |
| 待定   | KakaoTV    | 毛骨悚然             | 勳     |          |
| 2024年 | JTBC       | 浪漫這一家           | 南太平 | 主演     |

### 電影
| 年份   | 名稱                     | 角色        | 性質     |
| 2016年 | 季春奶奶                 | 翰          | 配角     |
| 2016年 | 兩個男人                 | 全辰逸      | 主角     |
| 2018年 | 宮合                     | 徐家允      | 特別出演 |
| 2018年 | 人狼                     | 金哲鎮      | 配角     |
| 2019年 | 長沙里之戰：被遺忘的英雄 | 崔成弼      | 主演     |
| 2023年 | 新常态                   | 胡恩 (Hoon) | 主演     |

### 話劇
| 年份 | 名稱              | 角色 | 性質 |
| 2024 | 等待著等待果陀    | 貝爾 | 主角 |
| 2025 | 幽會/ Rendez-Vous | 泰燮 | 主角 |

### 音樂錄影帶
— 所屬團體之共同作品，請參閱 SHINee。
- 2009年 少女時代〈Gee〉
- 2010年 VNT〈sound〉飾演一名DJ
- 2010年 少女時代〈Gee(日文版)〉
- 2016年 ROMEO〈MIRO〉

### 綜藝節目
| 年份        | 電視台    | 節目名稱                    | 性質                      |
| 2009-2010年 | KBS2      | 《Dream Team 2》            | 固定出演                  |
| 2009年      | Mnet      | 《OH!Brothers》             | 固定出演                  |
| 2010-2011年 | MBC       | 《Show! 音樂中心》          | 主持（101030-110709）     |
| 2010-2011年 | KBS2      | 《百分滿分》                | 固定出演                  |
| 2010-2011年 | SBS       | 《Star King》               | 固定出演                  |
| 2013年      | KBS2      | 《媽媽咪呀》                | MC （130407-130508）      |
| 2013-2015年 | MBC       | 《Show! 音樂中心》          | 主持（130420-151114）     |
| 2013年      | MBC       | 《Star Diving Show Splash》 | 固定出演                  |
| 2014年      | KBS2      | 《我們小區藝體能》足球篇    | 固定出演                  |
| 2015年      | KBS2      | 《心動不已的印度》          | 固定出演                  |
| 2021年      | TV朝鮮    | 《高爾夫王》第二季          | 固定出演                  |
| 2021年      | Naver Now | 《珉豪的Best Choice》       | 電台主持（210908-211208） |
| 2022年      | Seezn     | 《昌珉豪的兄弟小鳥球》      | 固定出演                  |
| 2022年      | Netflix   | 《全員逃走中》              | 比賽參與                  |
| 2023年      | TVING     | 《用雙腳搶票》              | 固定出演                  |
| 2023年      | TVING     | 《網漫鯊魚》                | 主持                      |
| 2024年      | TBS電視台 | 《帥哥猛男飆體能大賽》      | 比賽參與                  |

### 其他綜藝
— 所屬團體之共同出演，請參閱 SHINee。

## 音樂作品

### 數位單曲
| 單曲 # | 單曲資料                                                    | 曲目                |
| 1st    | 《I’m home》 - 發行日期：2019年3月28日 - 語言：韓語         | 1. I’m home         |
| 2nd    | 《Heartbreak》 - 發行日期：2021年12月21日 - 語言：韓語      | 1. Heartbreak       |
| 3rd    | 《Romeo and Juliet》 - 發行日期：2022年8月24日 - 語言：日語 | 1. Romeo and Juliet |
| 4th    | 《Falling Free》 - 發行日期：2022年8月24日 - 語言：日語     | 1. Falling Free     |
| 5th    | 《Stay for a night》 - 發行日期：2024年1月6日 - 語言：韓語  | 1. Stay for a night |

### 迷你專輯
| 專輯 # | 專輯資料                                                           | 曲目 |
| 1st    | 《CHASE》 - 發行日期：2022年12月6日（數位） 2022年12月12日（實體） | 曲目 1. 놓아줘（Chase） 2. Runaway（ft. Gemini） 3. Waterfall（ft. Lim Kim） 4. Prove It 5. Choice 6. Heartbreak |

### 正規專輯
| 專輯 # | 專輯資料                                | 曲目 |
| 1st    | 《CALL BACK》 - 發行日期：2024年11月4日 | 曲目 1. CALL BACK 2. Slow Down 3. FIREWORKS（Feat. SOHEE of RIIZE） 4. Came And Left Me 5. Something About U 6. Round Kick 7. Affection 8. I Don't Miss You 9. Because Of You（Feat. NINGNING of aespa） 10. Would You Mind |

### 韓國音樂著作權協會
| 姓名   | 登記名字            | 編號     | 歌曲列表 |
| ------ | ------------------- | -------- | -------- |
| 崔珉豪 | SHINee MINHO/최민호 | W1052100 | [ 9 ]    |

### 創作
| 年份 | 演唱者      | 所屬唱片                                   | 歌曲名稱                     | 參與部份             |
| 2008 | SHINee      | SHINee WORLD                               | The SHINee World             | Rap作詞              |
| 2008 | SHINee      | SHINee WORLD                               | Love's Way                   | Rap作詞              |
| 2008 | SHINee      | SHINee WORLD                               | Love Like Oxygen             | Rap作詞              |
| 2008 | SHINee      | SHINee WORLD                               | One for Me                   | Rap作詞              |
| 2008 | SHINee      | SHINee WORLD                               | Graze                        | Rap作詞              |
| 2008 | SHINee      | SHINee WORLD                               | Best Place                   | Rap作詞              |
| 2009 | SHINee      | ROMEO                                      | Talk To You                  | Rap作詞              |
| 2009 | SHINee      | ROMEO                                      | Juliette                     | Rap作詞              |
| 2009 | SHINee      | ROMEO                                      | Hit Me                       | Rap作詞              |
| 2009 | SHINee      | ROMEO                                      | Romeo+Juliette               | Rap作詞              |
| 2009 | SHINee      | 2009, Year Of Us                           | Get Down                     | 詞                   |
| 2010 | SHINee      | LUCIFER                                    | Up&Down                      | Rap作詞              |
| 2010 | SHINee      | LUCIFER                                    | Obsession                    | Rap作詞              |
| 2010 | SHINee      | LUCIFER                                    | Shout Out                    | Rap作詞              |
| 2010 | SHINee      | LUCIFER                                    | Wowowow                      | Rap作詞              |
| 2010 | SHINee      | LUCIFER                                    | Your Name                    | Rap作詞              |
| 2010 | SHINee      | Hello                                      | Hello                        | Rap作詞              |
| 2010 | SHINee      | Hello                                      | Get It                       | 詞                   |
| 2011 | SHINee      | THE FIRST                                  | BETTER                       | Rap作詞              |
| 2011 | SHINee      | THE FIRST                                  | To Your Heart                | Rap作詞              |
| 2011 | SHINee      | THE FIRST                                  | Stranger(日語版本)           | Rap作詞              |
| 2012 | SHINee      | Sherlock                                   | Alarm Clock                  | Rap作詞              |
| 2012 | SHINee      | Sherlock                                   | Stranger(韓語版本)           | Rap作詞              |
| 2012 | SHINee      | Sherlock                                   | 늘그자리에 (Honesty)         | Rap作詞              |
| 2013 | 제이큐 (JQ) | Loview Music 첫 번째 이야기                | 혼자두지마                   | Rap作詞              |
| 2013 | SHINee      | Dream Girl - The Misconceptions Of You     | Dream Girl                   | Rap作詞              |
| 2013 | SHINee      | Dream Girl - The Misconceptions Of You     | Girls, Girls, Girls          | Rap作詞              |
| 2013 | SHINee      | Dream Girl - The Misconceptions Of You     | Aside                        | Rap作詞              |
| 2013 | SHINee      | Dream Girl - The Misconceptions Of You     | Beautiful                    | Rap作詞              |
| 2013 | SHINee      | Dream Girl - The Misconceptions Of You     | Dynamite                     | Rap作詞              |
| 2013 | SHINee      | Why So Serious? - The Misconceptions Of Me | SHINe (Medusa I)             | Rap作詞              |
| 2013 | SHINee      | Why So Serious? - The Misconceptions Of Me | 오르골 (Orgel)               | Rap作詞              |
| 2013 | SHINee      | Why So Serious? - The Misconceptions Of Me | Excuse Me Miss               | Rap作詞              |
| 2013 | SHINee      | Why So Serious? - The Misconceptions Of Me | Sleepless Night              | Rap作詞              |
| 2013 | SHINee      | The Misconceptions Of Us                   | 버리고 가（Better Off）      | Rap作詞              |
| 2013 | SHINee      | Everybody                                  | Destination                  | Rap作詞              |
| 2013 | SHINee      | Everybody                                  | Close The Door               | Rap作詞              |
| 2013 | SHINee      | Everybody                                  | Colorful                     | Rap作詞              |
| 2015 | SHINee      | Odd                                        | Romance                      | Rap作詞              |
| 2015 | SHINee      | Odd                                        | 이별의 길 (Farewell My Love) | Rap作詞              |
| 2016 | SHINee      | 1 of 1                                     | 투명 우산 (Don't Let Me Go)  | 參與作詞、Rap Making |
| 2016 | SHINee      | 1 of 1                                     | Lipstick                     | 參與作詞、Rap Making |
| 2016 | SHINee      | 1 of 1                                     | Don't Stop                   | 參與作詞、Rap Making |
| 2016 | SHINee      | 1 of 1                                     | U Need Me                    | 參與作詞、Rap Making |
| 2018 | SHINee      | The Story of Light EP.1                    | 데리러 가 (Good Evening)     | (with Key) Rap作詞   |
| 2018 | SHINee      | The Story of Light EP.2                    | Chemistry                    | Rap作詞              |
| 2019 | SHINee      | SM STATION 3                               | I'm Home                     | Rap作詞              |
| 2021 | SHINee      | Atlantis                                   | 같은 자리 (Area)             | 詞                   |

## 演唱會
— 所屬團體之共同演出，請參閱 SHINee。
- 亞洲巡迴粉絲見面會《CHOI MINHO FANMEETING TOUR <Best CHOI's MINHO>》

| 日期                  | 站次   | 舉行地點               |
| 2019年2月16日         | 首爾站 | 祥明藝術中心溪堂HALL   |
| 2019年2月23-24日      | 東京站 | 武藏野之森綜合體育廣場 |
| 2019年3月2日          | 曼谷站 | Thunder Dome           |
| 2019年3月3日          | 台北站 | 台北國際會議中心(TICC) |
| 2019年3月30日(安可場) | 首爾站 | 高麗大學化汀體育館     |

- 粉絲見面會《CHOI MINHO FAN PARTY BEST CHOI’s MINHO 2021》

| 日期           | 站次   | 舉行地點                |
| 2021年12月21日 | 首爾站 | 光雲大學 東海文化藝術館 |

- 粉絲見面會《SHINee WORLD J Presents “BEST CHOI's MINHO” 2022》

| 日期             | 站次   | 舉行地點                    |
| 2022年5月21-22日 | 橫濱站 | 橫濱國際平和會議場 國立大廳 |

- 粉絲見面會《2022 BEST CHOI's MINHO - LUCKY CHOI's》

| 日期            | 站次   | 舉行地點         |
| 2022年12月7-8日 | 首爾站 | 慶熙大學和平殿堂 |

- 粉絲見面會《2023 BEST CHOI's MINHO - LUCKY CHOI's》

| 日期             | 站次     | 舉行地點                    |
| 2023年1月28日    | 馬尼拉站 | MALL OF ASIA ARENA          |
| 2023年1月29日    | 台北站   | 台北國際會議中心(TICC)      |
| 2023年2月5日     | 香港站   | 亞洲博覽館Summit            |
| 2023年3月17-18日 | 橫濱站   | 橫濱國際平和會議場 國立大廳 |

- 《2024 BEST CHOI’s MINHO FAN-CON <Multi-Chase>》

| 日期             | 站次   | 舉行地點           |
| 2024年1月6-7日   | 首爾站 | 獎忠體育館         |
| 2024年5月18-19日 | 橫濱站 | 橫濱國際平和會議場 |

- 首次個人演唱會《2024 MINHO CONCERT 'MEAN : of my first'》

| 日期                   | 站次     | 舉行地點             |
| 2024年11月30日-12月1日 | 首爾站   | 高麗大學化汀體育館   |
| 2025年1月25日          | 高雄站   | 高雄流行音樂中心     |
| 2025年2月8-9日         | 東京站   | 幕張Event Hall       |
| 2025年3月8日           | 澳門站   | 百老匯舞台           |
| 2025年3月16日          | 馬尼拉站 | NEW FRONTIER THEATER |

- 首次生日會《2024 B-day PARTY - MINHO [MEAN : of my birthday]》

| 日期          | 站次   | 舉行地點      |
| 2024年12月9日 | 首爾站 | 明華Live Hall |

## 其他作品

### DJ
- 曾擔任Kiss The Radio 代班DJ五次 （101004、101005、110221、110224、110225）

### 展秀
- 2008年 擔任何尚白設計師「2008/09 F/W Pret-a-Porter Busan」主秀模特兒
- 2008年 第九屆世界知識論壇「安德烈金」時裝秀（安德烈金最年輕的主秀模特兒，與朴寶英）
- 2008年 擔任「首爾Collection F/W 08-09（設計師何尚白）」模特兒
- 2009年 北首爾夢之林「李尚峰秀」中擔任模特兒

## 獲獎紀錄
| 年份   | 頒獎典禮                    | 獎項                    | 作品                 | 結果 |
| 2010年 | SBS演藝大賞                 | 綜藝部門新秀賞          | 《Star King》        | 獲獎 |
| 2012年 | SBS演技大賞                 | 男子新人賞              | 《致美麗的你》       | 獲獎 |
| 2012年 | SBS演技大賞                 | 最佳情侶（與Sulli）     | 《致美麗的你》       | 提名 |
| 2013年 | MBC演技大賞                 | 男子新人賞              | 《Medical Top Team》 | 提名 |
| 2014年 | 第50屆百想藝術大賞          | 電視部門男子人氣賞      | 《Medical Top Team》 | 提名 |
| 2014年 | MBC演藝大賞                 | 音樂Talk-Show部門人氣賞 | 《Show! 音樂中心》   | 獲獎 |
| 2015年 | MBC演藝大賞                 | 音樂Talk-Show部門人氣賞 | 《Show! 音樂中心》   | 獲獎 |
| 2016年 | 第53屆大鐘電影獎            | 新人男演員              | 《季春奶奶》         | 提名 |
| 2017年 | Indonesian Television Award | 特別獎                  | 不適用               | 獲獎 |
| 2018年 | Asia Artist Award           | Asia Brilliant賞        | 不適用               | 獲獎 |
| 2021年 | 第40屆黃金攝影獎            | 評審委員特別獎          | 不適用               | 獲獎 |

— 所屬團體之共同作品的獲獎紀錄，請參閱 SHINee。